# Staré Město pod Landštejnem
Pour les articles homonymes, voir Stare Mesto.
Staré Město pod Landštejnem (en allemand : Altstadt) est une commune du district de Jindřichův Hradec, dans la région de Bohême-du-Sud, en Tchéquie. Sa population s'élevait à 452 habitants en 2020.

## Géographie
Staré Město (« vieille ville ») se situe dans l'extrême sud-est de la région historique de Bohême, proche du tripoint avec la Moravie et la Basse-Autriche dans les monts de Bohême-Moravie. Le centre-ville se trouve à 16 km au sud-ouest de Dačice, à 24 km au sud-est de Jindřichův Hradec, à 57 km à l'est de České Budějovice et à 134 km au sud-sud-est de Prague.
| - OpenStreetMap Limite communale. |

La commune est limitée par Český Rudolec au nord, par Slavonice à l'est, par la frontière autrichienne au sud et au sud-ouest, et par Nová Bystřice à l'ouest. Au sud, un point de passage routier mène à la commune autrichienne de Kautzen.

## Histoire

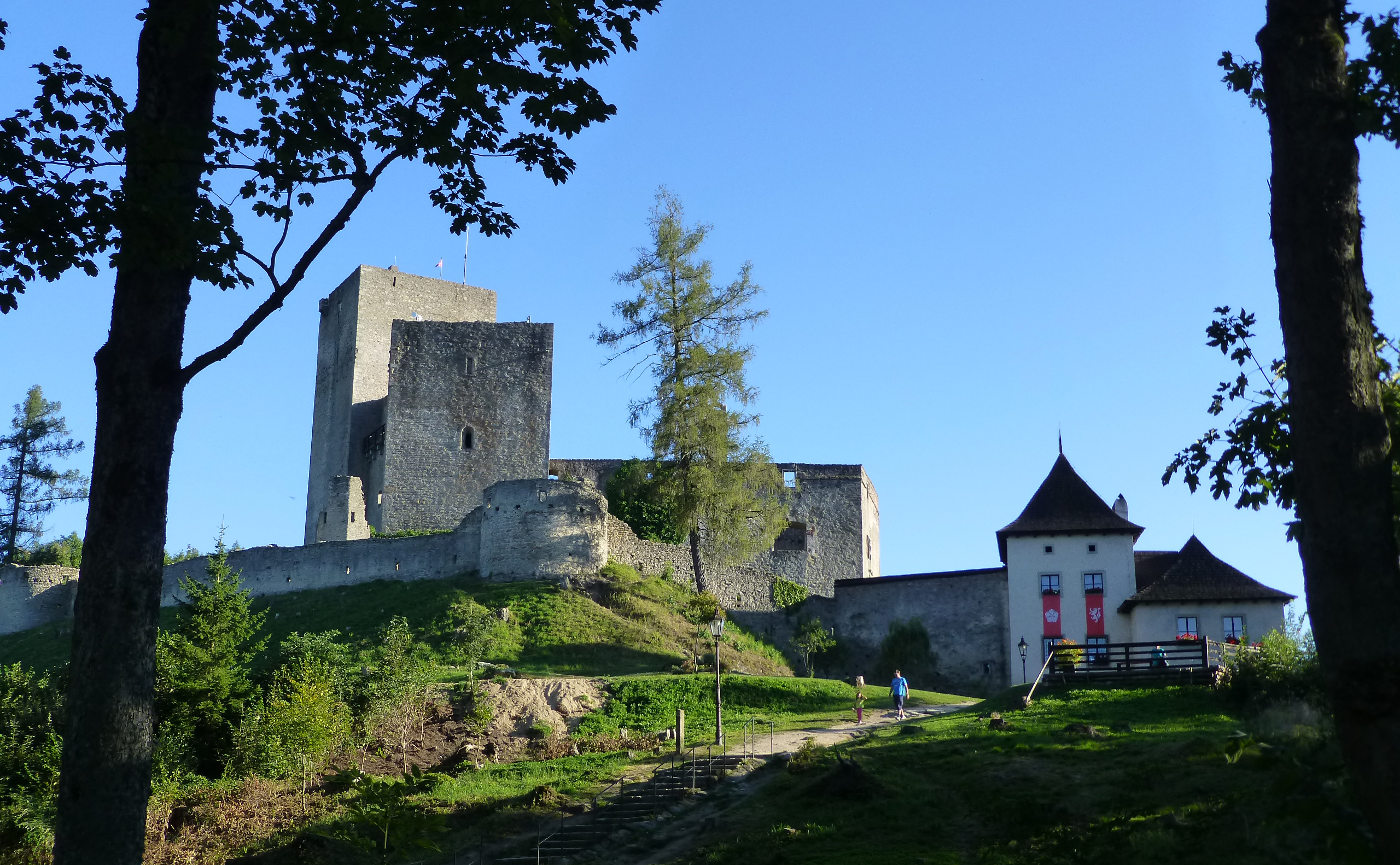
Les ruines du château de Landštejn, construit au XIIIe siècle à la frontière entre la Bohême et la Moravie.

La ville a été fondée vers l'an 1170 par les comtes de Raabs sur une vieille route commerciale traversant la région frontalière entre les duchés de Bohême et d'Autriche. Dans les années 1220, le roi Ottokar Ier de Bohême fit construire le château de Landštejn au-dessus du village de Pomezi (Markl) afin d'assurer ses possessions au nord. Après l'extinction de la lignée des seigneurs de Landštejn en 1381, le fief disparu fut saisi par le roi Venceslas IV. Pendant les croisades contre les hussites, en 1420, le chef militaire Jan Žižka assiégea la forteresse ; peu après, ses forces ravageaient la ville proche de Nová Bystřice.
Staré Město a reçu les droits municipaux en 1495. Au XVIe siècle, le château de Landštejn  fut réaménagé en style Renaissance. Lorsque la guerre de Trente Ans a éclaté avec la révolte de Bohême en 1618, il fut assiégé sans succès par les troupes impériales sous le commandement de Henri du Val ; c'était seulement Charles-Bonaventure de Longueval, son successeur, qui parvint à conquérir la forteresse. Après la victoire impériale dans la bataille de la Montagne-Blanche en 1620, le domaine passe entre plusieurs mains, dont les comtes Czernin à partir de 1668. Après un incendie dévastateur en 1771, le bâtiment a fini par tomber en ruines.
Jusqu'à la fin de la Première Guerre mondiale, la ville faisait partie de la monarchie de Habsbourg (empire d'Autriche à partir de 1804 puis Autriche-Hongrie après le compromis de 1867), incorporée dans le district de Neustadt (Jindřichův Hradec), un des 94 Bezirkshauptmannschaften du royaume de Bohême.

## Administration

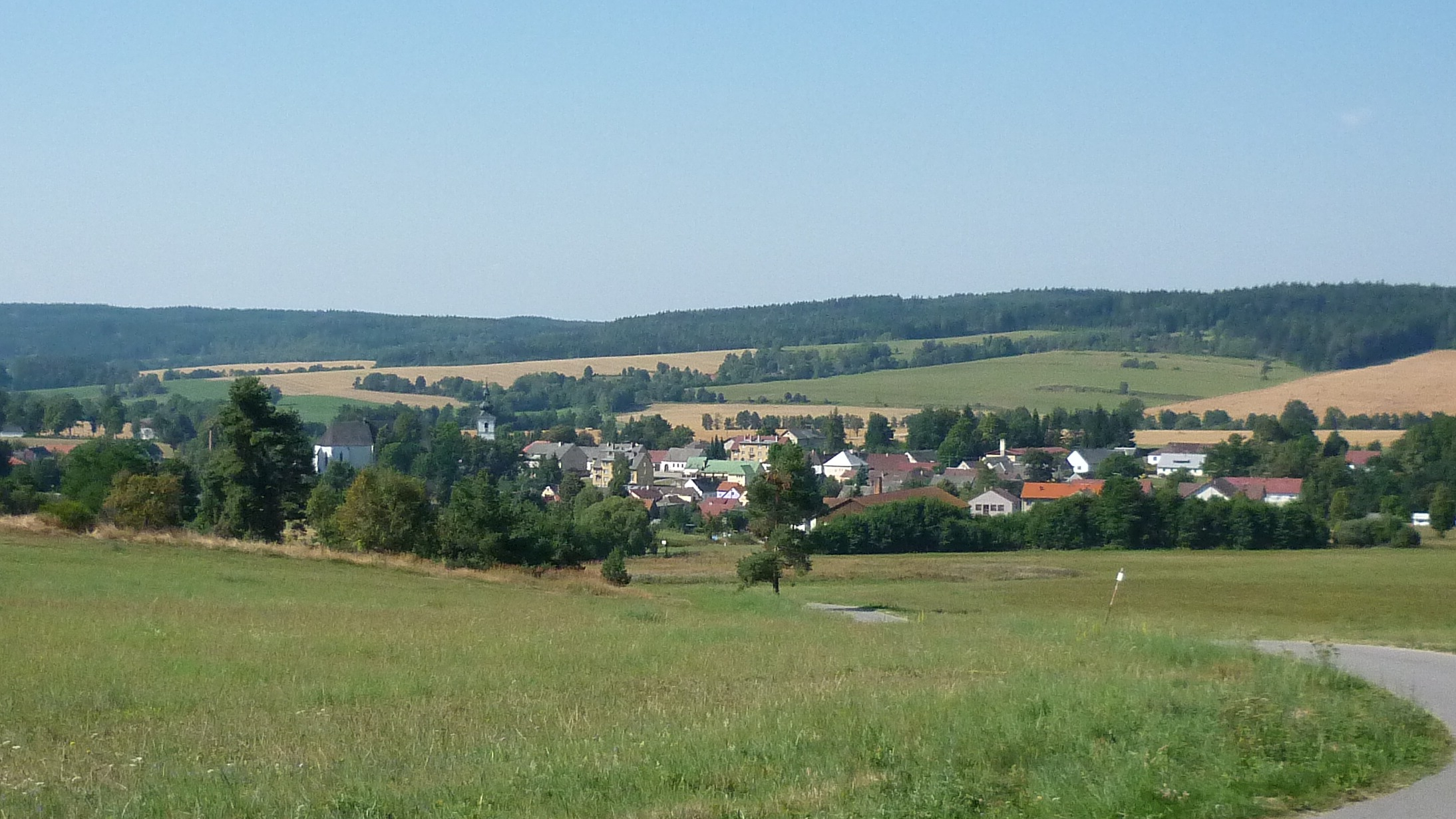
Vue sur la ville.

La commune se compose de 15 quartiers :
| - Dětřiš - Dobrotín - Košlák - Košťálkov - Kuní pod Landštejnem | - Návary - Pernárec - Podlesí pod Landštejnem - Pomezí pod Landštejnem - Rajchéřov | - Romava - Staré Hutě u Veclova - Staré Město pod Landštejnem - Veclov - Vitíněves |

## Source
- (cs) Cet article est partiellement ou en totalité issu de l’article de Wikipédia en tchèque intitulé « Staré Město pod Landštejnem » (voir la liste des auteurs).